# Aspidimorpha nigromaculata
Aspidimorpha nigromaculata es un coleóptero de la familia Chrysomelidae. Fue descrita en 1799 por Herbst.
Se alimenta de Convolvulaceae (Merremia hederacea, Ipomoea argentaurata/heterotricha, Ipomoea eriocarpa) Se encuentra en África.